# 50 kilomètres marche aux championnats du monde d'athlétisme 1997
Navigation
Göteborg 1995 Séville 1999
L'épreuve du 50 kilomètres marche des championnats du monde d'athlétisme 1997 s'est déroulée le 7 août 1997 à Athènes, en Grèce. Elle est remportée par le polonais Robert Korzeniowski.

## Résultats
| Rang               | Athlète              | Pays             | Temps           |
| ------------------ | -------------------- | ---------------- | --------------- |
| Médaille d'or      | Robert Korzeniowski  | Pologne          | 3 h 44 min 46 s |
| Médaille d'argent  | Jesús Ángel García   | Espagne          | 3 h 44 min 59 s |
| Médaille de bronze | Miguel Rodríguez     | Mexique          | 3 h 48 min 30 s |
| 4                  | Oleg Ishutkin        | Russie           | 3 h 50 min 04 s |
| 5                  | Tomasz Lipiec        | Pologne          | 3 h 50 min 14 s |
| 6                  | Fumio Imamura        | Japon            | 3 h 50 min 27 s |
| 7                  | Sylvain Caudron      | France           | 3 h 51 min 17 s |
| 8                  | Arturo Di Mezza      | Italie           | 3 h 51 min 33 s |
| 9                  | Valentin Kononen     | Finlande         | 3 h 53 min 40 s |
| 10                 | Aleksey Voyevodin    | Russie           | 3 h 54 min 28 s |
| 11                 | René Piller          | France           | 3 h 55 min 06 s |
| 12                 | Sergey Korepanov     | Kazakhstan       | 3 h 56 min 19 s |
| 13                 | Craig Barrett        | Nouvelle-Zélande | 3 h 56 min 30 s |
| 14                 | Giovanni Perricelli  | Italie           | 3 h 57 min 38 s |
| 15                 | Nikolay Matyukhin    | Russie           | 3 h 58 min 18 s |
| 16                 | Axel Noack           | Allemagne        | 3 h 59 min 29 s |
| 17                 | Héctor Moreno        | Colombie         | 3 h 59 min 33 s |
| 18                 | Štefan Malík         | Slovaquie        | 3 h 59 min 52 s |
| 19                 | Ruben Arikado        | Mexique          | 4 h 04 min 17 s |
| 20                 | Zoltán Czukor        | Hongrie          | 4 h 05 min 09 s |
| 21                 | Santiago Pérez       | Espagne          | 4 h 05 min 25 s |
| 22                 | Dmitriy Savaytan     | Biélorussie      | 4 h 05 min 35 s |
| 23                 | Julio César Urías    | Guatemala        | 4 h 07 min 18 s |
| 24                 | Peter Zanner         | Allemagne        | 4 h 07 min 38 s |
| 25                 | Christophe Cousin    | France           | 4 h 08 min 26 s |
| 26                 | Milos Holusa         | Tchéquie         | 4 h 09 min 08 s |
| 27                 | José Magalhaes       | Portugal         | 4 h 10 min 03 s |
| 28                 | Orazio Romanzi       | Italie           | 4 h 11 min 00 s |
| 29                 | Christos Karagiorgos | Grèce            | 4 h 30 min 05 s |
| —                  | Zhao Yongsheng       | Chine            | DNF             |
| —                  | Jaime Barroso        | Espagne          | DNF             |
| —                  | Tim Berrett          | Canada           | DNF             |
| —                  | Bo Gustafsson        | Suède            | DNF             |
| —                  | Viktor Ginko         | Biélorussie      | DNF             |
| —                  | Peter Tichý          | Slovaquie        | DSQ             |
| —                  | Roman Mrázek         | Slovaquie        | DSQ             |
| —                  | Dirk Nicque          | Belgique         | DSQ             |
| —                  | Jacek Muller         | Pologne          | DSQ             |
| —                  | Germán Sánchez       | Mexique          | DSQ             |
| —                  | Thomas Wallstab      | Allemagne        | DSQ             |
| —                  | Andrew Hermann       | États-Unis       | DSQ             |
| —                  | Aleksandar Raković   | Yougoslavie      | DSQ             |

## Légende
Records et Performances
- AR : Record continental (area record)
- CR : Record des championnats (championship record)
- MR : Record du meeting (meet record)
- NR : Record national (national record)
- OR : Record olympique (olympic record)
- PR : Record paralympique (paralympic record)
- PB : Record personnel (personal best)
- SB : Meilleure performance personnelle de la saison (season's best)
- WL : Meilleure performance mondiale de l'année (world leader)
- WJR : Record du monde junior (world junior record)
- WR : Record du monde (world record)

Circonstances et Conditions
- DNF : N'a pas terminé (did not finish)
- DNS : N'a pas pris le départ (did not start)
- DQ : Disqualification (disqualification)
- NM : Aucun essai valable enregistré (No Mark)
- Q : Qualifié « directement » au prochain tour (ou à la prochaine compétition), lors d'une compétition majeure, grâce au classement ou à la réalisation des minima (automatic qualifier)
- q : Qualifié au prochain tour (ou à la prochaine compétition), lors d'une compétition majeure, grâce au repêchage ou à la réalisation de l'une des meilleures performances parmi celles des « non qualifiés directement » (grâce au meilleur temps ou à la meilleure distance par exemple) (secondary qualifier)